# Битва під Єною та Ауерштедтом
Битва під Єною та Ауерштедтом — дві битви, що відбулися одночасно 14 жовтня 1806 року між Великою армією Наполеона та пруською армією під командуванням князя Гогенлое в ході війни Четвертої коаліції.
Поразка останнього дозволила Французькій імперії окупувати Пруссію до 1812 року.

## Передумови
Після нищівної поразки антифранцузької коаліції в Битві трьох імператорів, Наполеон почав диктувати свої умови. За Пресбурзьким мирним договором, підписаним у Пресбурзі 26 грудня 1805 року, французький імператор відібрав у Австрії володіння в Італії та південній Німеччині на користь Франції та її союзників. В результаті таких значних територіальних змін Австрія втратила близько 17 % всього населення імперії. 12 липня 1806 року 16 князівств Південної і Центральної Німеччини були об'єднані Наполеоном в Рейнський союз, який де-факто перебував під протекторатом Французької імперії. 6 серпня 1806 Франц ІІ склав свої імператорські повноваження. Це стало кінцем тисячолітнього існування Священної Римської імперії. Пам'ятаючи спроби неаполітанських Бурбонів вийти з-під його контролю, Наполеон позбавив їх влади в Неаполі. Їхнє місце зайняв Жозеф Бонапарт, брат імператора. В Голландії королем став Людовик Бонапарт, інший брат Наполеона.
Після поразки російсько-австрійських військ під Аустерліцом змінила свою позицію Пруссія. Від представника Фрідріха Вільгельма III, барона Гаугвіца, Бонапарт зажадав укласти з Францією оборонно-наступальний союз. Король погодився на вимоги Імператора, і в грудні 1805 року в Шенбруннському палаці такий договір був підписаний. Франція також обмінялася певними територіями з Пруссією: Клевське герцогство та Невшательське князівство відійшли до Першої імперії, а союзник Франції — Баварія отримала Ансбах. Натомість Наполеон поступився Пруссії Ганновером — континентальним володінням короля Великої Британії, окупованим французами та невеликим регіоном біля Байройту.
На початку 1806 року в континентальній Європі єдиним суперником Наполеона залишалася лише Росія. Олександр І бажав миру з Наполеоном, щоб отримати для імперії довгоочікуваний перепочинок. У свою чергу, Бонапарт дав зрозуміти і Лондону, і Петербургу, що Франція теж готова укласти сепаратні мирні переговори. Так, в лютому 1806 року міністр закордонних справ Франції Шарль Талейран почав мирні переговори з англійським послом — лордом Ярмутом, а в Париж з Росії був відправлений П. Я. Убрі (який не мав мандата на підписання серйозних дипломатичних угод) для обговорення щодо можливого укладення миру. Однак переговори Талейрана з англійським двором не увінчалися успіхом через непоступливість Наполеона та правлячих класів Великої Британії. Смерть міністра закордонних справ Англії — Фокса, активного борця за мир з Францією лише ускладнила ситуацію.
До осені 1806 року різко змінилася міжнародна обстановка в Європі. Пруссія, відчуваючи сильне хвилювання і невдоволення через створення Рейнського союзу, який загрожував цілісності вже самій Пруссії, взяла курс на зближення з Лондоном і Петербургом. Такий крок Фрідріха Вільгельма III пояснюється ще й тим, що Франція могла повернути прусський Ганновер Англії в обмін на мир.
Пруссія, Росія і Британія, маючи спільного ворога — Наполеона, досить легко знайшли спільну мову, і вже у жовтні 1806 оформили Четверту антифранцузьку коаліцію (до них також приєдналися Швеція та Саксонія).
В цей час серед пруського дворянства панувало хвилювання та роздратування. Радники Фрідріха-Вільгельма переконували його в необхідності оголошення війни. Партію війни особливо підтримувала королева Луїза, яка називала Наполеона «моральним чудовиськом». Пруссія, впевнена в тому, що її армія — справжня берегиня традицій непереможного Фрідріха II Великого, вважала, що може самостійно перемогти Францію, не чекаючи на союзників. Насправді, пруське військо потребувало реформ, адже незважаючи на високий моральний дух солдат, воно потерпало від бюрократизму, внутрішніх суперечок між керівництвом, похилого віку генералітету тощо. Через ці проблеми військові дії відзначалися повільністю та передбачуваністю.
1 жовтня Наполеону був виставлений ультиматум, який вимагав протягом десяти днів очистити від французьких військ німецькі землі до Рейну. Відповіді з Парижа вимагали не пізніше 8 жовтня. У перемозі не сумнівався ніхто: вище дворянство, генералітет і офіцерство щосили вихвалялися, що провчать корсиканського вискочку, ватажка санкюлотів. В очікуванні відповіді на ультиматум пруссаки хизувалися парадами з переможними криками і насмішками на адресу Бонапарта. Прусські офіцери відкрито приходили до готелю, де розташовувався французький посланник, і «сміливо» точили свої шаблі об сходи парадних сходів. Деякі з генералів заявляли, що війна закінчиться в лічені дні, одним ударом, і жалкували, що прусська армія бере з собою на війну рушниці і шаблі, — щоб прогнати французів було б достатньо одних дубин. Боялися тільки одного, щоб Фрідріх Вільгельм III не уклав миру .
Великої армії Наполеона Пруссія була здатна протиставити 113 000—180 000 чоловік . Прусська армія складалася з двох частин: основними силами командував фельдмаршал герцог Карл Брауншвейгский (де-юре і де-факто він був головнокомандувачем всієї прусської армії), друга частина армії складалася з прусських і саксонських військ і перебувала під командуванням фельдмаршала Фрідріха Гогенлое .
План прусських воєначальників припускав два варіанти розвитку військових дій в майбутній кампанії. Перший варіант передбачав притримування оборонної тактики з поступовим відступом за річку Ельбу, а потім за річку Одер, з метою з'єднання зі своїми резервами і свіжими російськими частинами. Після збору сил в кулак, даний план передбачав в кінцевому підсумку дати Наполеону генеральний бій. Однак прусський генералітет, свято шанував традиції Фрідріха Великого, практично одностайно і відразу визнав для себе неприйнятним «опуститися» до відступу, внаслідок чого цей план був відкинутий найрішучішим чином. Вибір прусського командування упав на другий варіант дій, який передбачав наступне: вторгнення на територію союзної Франції Баварії, стрімка атака на розрізнені розквартировані французькі корпусу з метою запобігти їх з'єднання. За задумом прусаків, це змусило б Наполеона відступити за Рейн.

## Хід кампанії

### Приготовлення
6 жовтня Велика армія отримала наказ швидким маршом висуватися до кордонів Пруссії. В цей же день Наполеон направив повідомлення Сенату, в якому оголосив, що Франція починає військові дії проти Пруссії. 8 жовтня 1806 року Велика армія, зосереджена в Баварії, трьома колонами перетнула кордон, вторгшись на територію союзника Пруссії — Саксонію. Центральної колоною, складеної з кавалерії, командував Маршал Франції Йоахім Мюрат. За ним слідував імператор французів, який очолював головні сили. Прусської армії Наполеон протиставив, за різними підрахунками, від 130 000 до 195 000 чоловік. Крім того, план кампанії, розроблений імператором, передбачав поповнення армії новобранцями з тилових таборів. Велика армія пройшла Франконский Ліс і вийшла до Ельби. Цим маневром імператор вийшов в тил прусським з'єднанням, відрізавши їх тим самим від можливих шляхів відступу.
Як відзначають Клаузевіц і Тарле, Наполеон, на відміну від прусського командування, підійшов до підготовки кампанії з усією ретельністю. Так, в сторону кордону Пруссії висувалася не тільки французька армія, а й союзні імператору сили: недавно створений Рейнський союз виставив мобілізований резервний корпус; Баварія надала 10 000 чоловік під керівництвом Жерома Бонапарта. Крім того, французькі війська були забезпечені всім необхідним. Наприклад, у кожного солдата було три пари взуття з собою, а також четверта пара — запасна — перебувала в обозі. Завдяки цьому армія Наполеона була дуже мобільною для свого часу і здійснювала дуже швидкі переходи. Форгейм і Варсбург були обрані в якості штабних вузлових пунктів Великої армії. У цих містах були влаштовані арсенали, що прикриваються артилерійськими батареями, а також склади для боєприпасів і 10 пекарень, що забезпечувала харчами 30 000 солдатів. Не оминув стороною Наполеон і медичне забезпечення армії: він передбачив військово-польовий госпіталь на 500 поранених. В цілому ж Наполеон був вірний собі: «Війна повинна годувати сама себе».
Всі приготування до Прусської кампанії 1806 року ґрунтувалися на військовому генії Наполеона і його маршалів. Плануючи кожен свій крок на театрі військових дій, імператорський штаб приділяв найпильнішу увагу аналізу розвідданих, які безперервним потоком надходили від розгалуженої агентурної мережі. Серед інших, від таких розвідників, як полковник Блен з Понтонерской і Саперної Школи, інженер-полковник в 1805 році; батальйонний командир Гільеміно, співробітник історіографічного та географічного відомства Головною квартири, ад'ютант Наполеона; батальйонний командир ПАР (Huart) (випускник школи Меца, поранений при Монтебелло, учасник битви при Маренго і ін). Надходивша від цих та інших офіцерів розвідка мала надзвичайну цінність, оскільки складалася фахівцями вищої кваліфікації: вони не тільки оцінювали маршрути руху ворожих військ, їх моральний стан і поведінку, а й також аналізували ландшафт місцевості, ресурси, і інші важливі для успішного ведення кампанії чинники. Крім офіцерів французької армії, розвіддані надходили від численних агентів, послуги яких Наполеон щедро оплачував.

### Перші зіткнення
Перші авангардні бої відбулися 9 і 10 жовтня і розкрили неспроможність прусського генералітету. Так, в битві при Шлайце (9 жовтня) 4-й гусарський полк, що був у авангарді французької армії під командуванням Йоахіма Мюрата, атакою з ходу обрушився на легку кавалерію саксонців, які перебувають в підпорядкуванні принца Іоанна, і прусських гусарів. Після трьох атак кавалерія 4-го гусарського так і не змогла потіснити супротивника, але після того, як маршал ввів в бій підкріплення у складі 27-го легкого, 5-го кінно-єгерського і 94-го лінійного полків, союзники по антифранцузької коаліції були змушені відступити. Результатом битви при Шлейце стала відкрита генералом Тауенціном дорога на Лейпциг
Першим по-справжньому істотним зіткненням цієї кампанії стала битва під Заальфельдом, що відбулася 10 жовтня..
Під Заальфельдом французи мали 5-й корпус Великої армії, яким командував маршал Жан Лан. Безпосередню участь в битві брали такі сполуки 5-го Корпусу: 17-й Легкий полк; 34-й, 40-й, 64-й і 80-й Лінійні полки; 9-й і 10-й Гусарські полки, а також 21-й Конноєгерский полк.
Ланну протистояли війська принца Людвіга (приблизно 7000 піхоти і 1300 кавалерії), який загинув у кавалерійській сутичці неподалік від Шварца, убитий ударом сержант-квартирмейстера Гіндея (Guindey).
Перемога французької зброї була повною і приголомшливою. В результаті нанесеного пруссакам ураження було вбито, поранено і взято в полон понад 1700 осіб з боку союзників. Як трофеї французам дісталося 4 ворожих прапора і 34 одиниць артилерії. Крім того, в Рудольштадті і Заальфельді Ланн захопив багато військового обладнання в складах, а також фургони з боєприпасами і багажем. Ланн втратив 172 солдата і офіцера.
Тривогу і паніку принесли з собою в головну штаб-квартиру прусського командування новини про поразку під Заальфельдом. Пиха прусського генералітету помітно зменшилася, і в терміновому порядку було вирішено відступати з метою зосередитися у Веймарі (там збиралися війська герцога Брауншвейзького) і Єні (туди було наказано йти армії князя Гогенлое).

## Вплив
Битва продемонструвала необхідність проведення реформ у тодішній «феодальній» пруській державі та армії. Важливі прусські реформатори, такі як Шарнхорст, Гнайзенау та Клаузевіц, брали участь в битві. Їхні військові й соціальні реформи перетворили Пруссію в сучасну розвинену державу, яка вигнала Францію з Німеччини і з часом зайняла провідну роль на континенті.

### В літературі

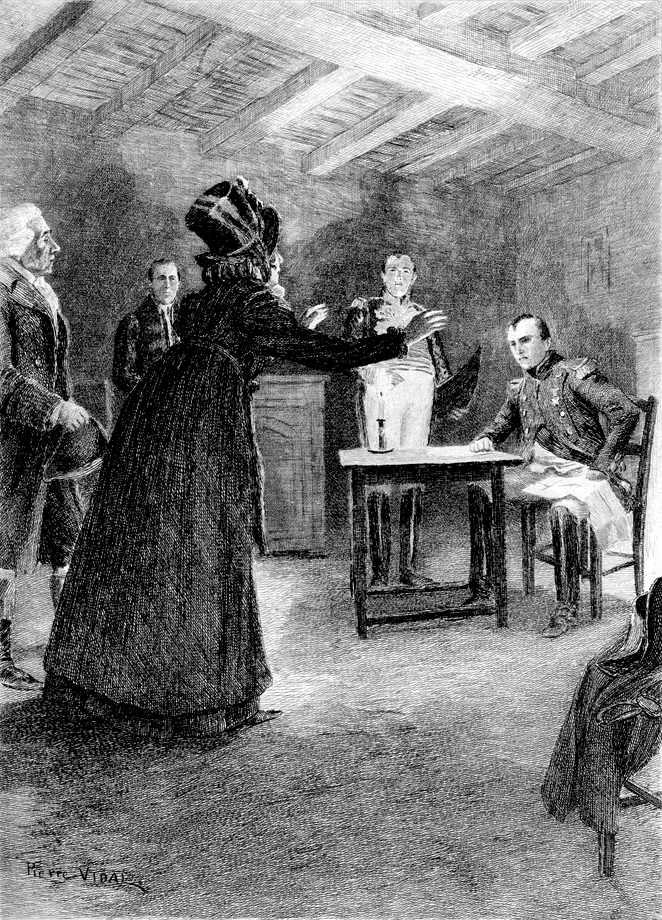
Мадмуазель де Сан-Сінь і Наполеон.

Оноре де Бальзак зобразив Наполеона напередодні битви під Єною у Темній справі. У той момент, коли Лоуренс де Сан-Сінь приходить, щоб попросити його помилувати засуджених дворян, кажучи: «Вони є невинними», Наполеон показує їй табір своїх армій та відповідає: «Ці, безумовно, теж невинні, але завтра загинуть тридцять тисяч чоловік».

## Пам'ять
У 1986 році Асоціація Культури НДР провела у Капеллендорфі церемонію вшанування пам'яті прусської поразки. Бої були відтворені солдатами в історичній уніформі. Мер Капеллендорфа особисто привітав гостей багатоденного заходу біля монументу полеглим у битві.
14 жовтня 2006 року, відбулася ще одна реконструкція присвячена 200-ій річниці. В ній взяли участь 1300 учасників та 32 0000 глядачів, які розмістились на великій території, площею 600×800 м біля села Коспеда. Щороку в жовтні, асоціацією «Jena 1806 e. V.» організовуються урочисті заходи з нагоди річниці. Кожних 5 років події проводяться в більших масштабах.

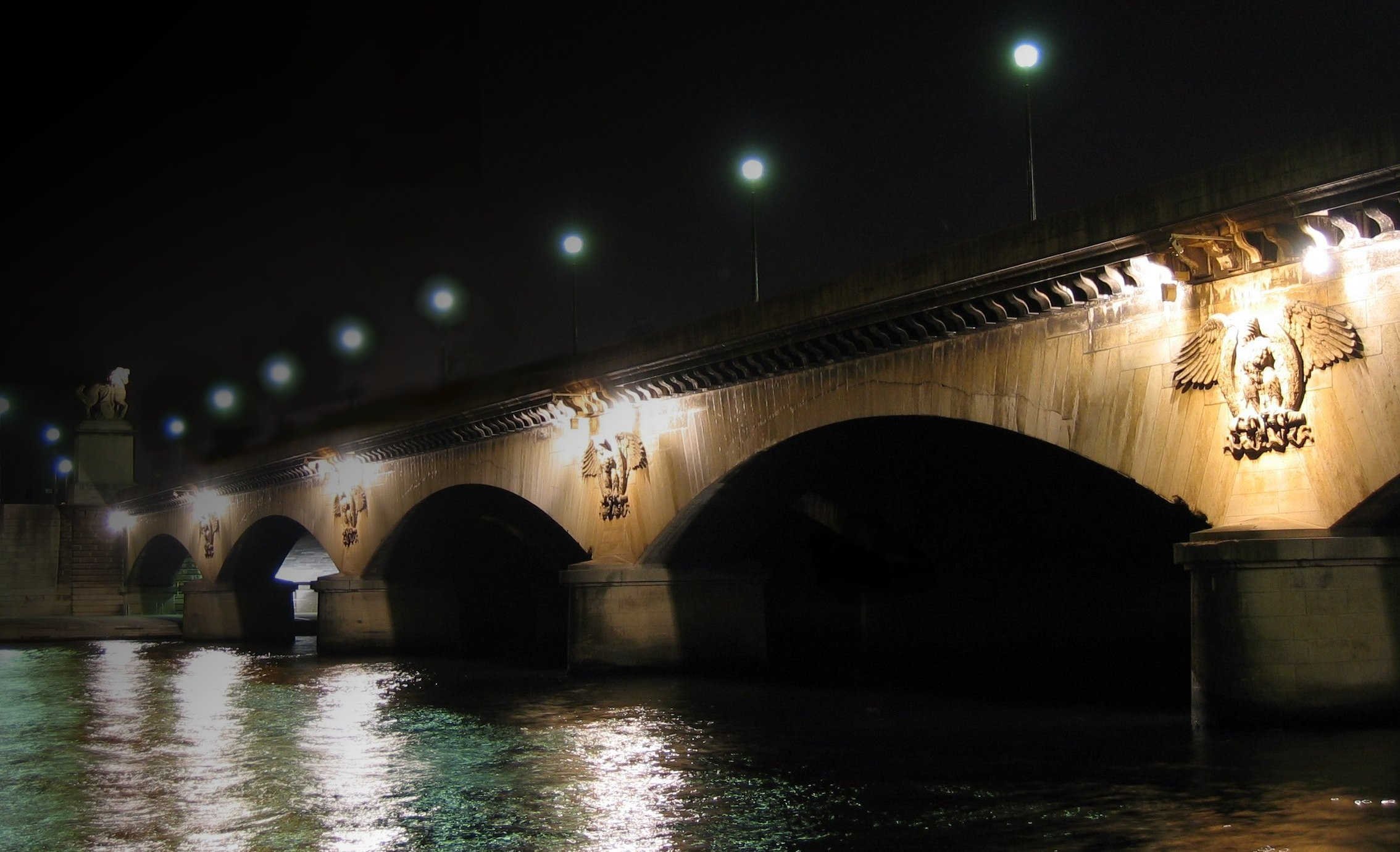
Єнський міст.

На честь Наполеона та деяких його маршалів також названо декілька доріг в околицях Єни. У селах Коспеда, Люцерода та Фірценхайліген встановлено меморіальні дошки, пам'ятні камені та мурали на згадку про битву.
На височині Ландграфенсберг присутня стела, прикрашена коронованим «N», яка позначає місце, де Наполеон розмістив свою артилерію за день до бою. На зворотному боці пам'ятника викарувана цитата історика Голо Манна, сина Томаса Манна: «Протягом більше століття Німеччина була піддана великій ненависті та захопленню Наполеоном».
В Парижі теж є місця названі на честь битви: Єнський міст — один з найвідоміших пішохідних мостів, що веде до Ейфелевої вежі та бульвар Авеню д'Єна.